# Yarkona
Neve Yarak (tiếng Hebrew: ירקונה) là một moshav thuộc hạt Quận Trung, Israel. Yarkona thuộc thẩm quyền quản lý của Hội đồng vùng Drom HaSharon. Dân số vào tháng 12 năm 2012 là 403 người. Tên của thành phố giống tên sông Yarkon cách khoảng 3 km về phía nam.